# آروتز ها٬یلادیم
آروتز هایلادیم (به عبری: ערוץ הילדים) شبکهٔ تلویزیونی و کابلی مخصوص کودکان و نوجوان در اسرائیل است. پیش‌تر این کانال با نام Artuz shesh یعنی کانال ۶ شناخته می‌شد. این کانال به همراه آرتوز هامیشاپا، آرتوز هاصراتیم و آرتوز هااسپرت متعلق به کمپانی ارتباطات NOGA می‌باشد که از جمله اولین کانال‌های کابلی در اسرائیل است.

## تاریخ تأسیس

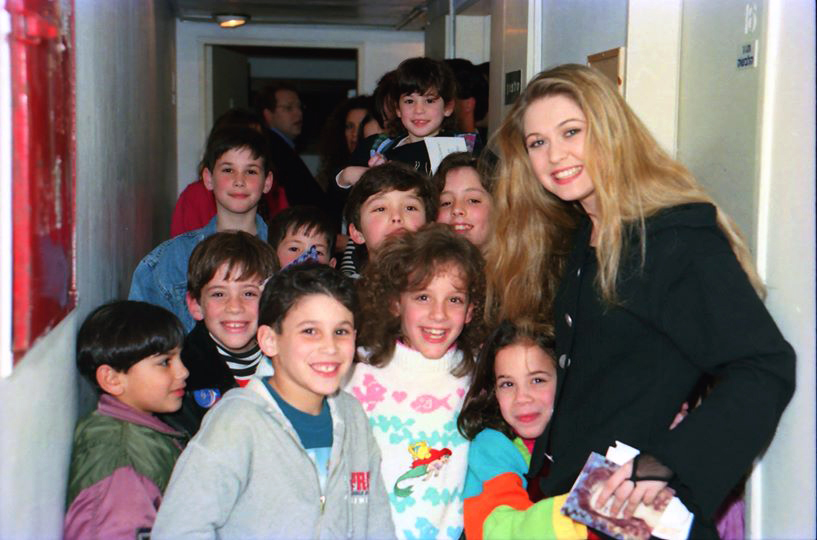
Michal Yannai in Arutz HaYeladim

این کانال برای اولین بار در نوامبر ۱۹۸۹ به عنوان بخشی از برنامه‌های آزمایشی اولین شبکهٔ کابلی در اسرائیل که در ۱۹۹۰ راه اندازی شد شروع به فعالیت نمود. در ابتدا این کانال فقط دو ساعت در روز برنامه پخش می‌کرد که اساس آن برنامه‌های خارجی خریداری شده و از پیش ضبط شده بود. در سال ۱۹۹۱، این کانال شروع به پخش برنامه‌هائی زنده که توسط مجریان و افراد زنده اجرا می‌گردید نمود.

## ارتباط با کارتون نت‌ورک
از سال ۲۰۱۰ برنامه‌های شبکهٔ کارتون نت‌ورک بر روی این کانال در مقطع زمانی ثابتی (۱۱ تا ۲ بعدازظهر) پخش می‌شود. اما برخی برنامه‌ها (بعنوان مثال سریال آرزوهای بزرگ) با اینکه محصول و یکی از مشتریان معروف شبکهٔ کارتون نت‌ورک به شمار می آید در این کانال در ساعت های دیگری پخش می‌گردند.